# Vermählungsbrunnen

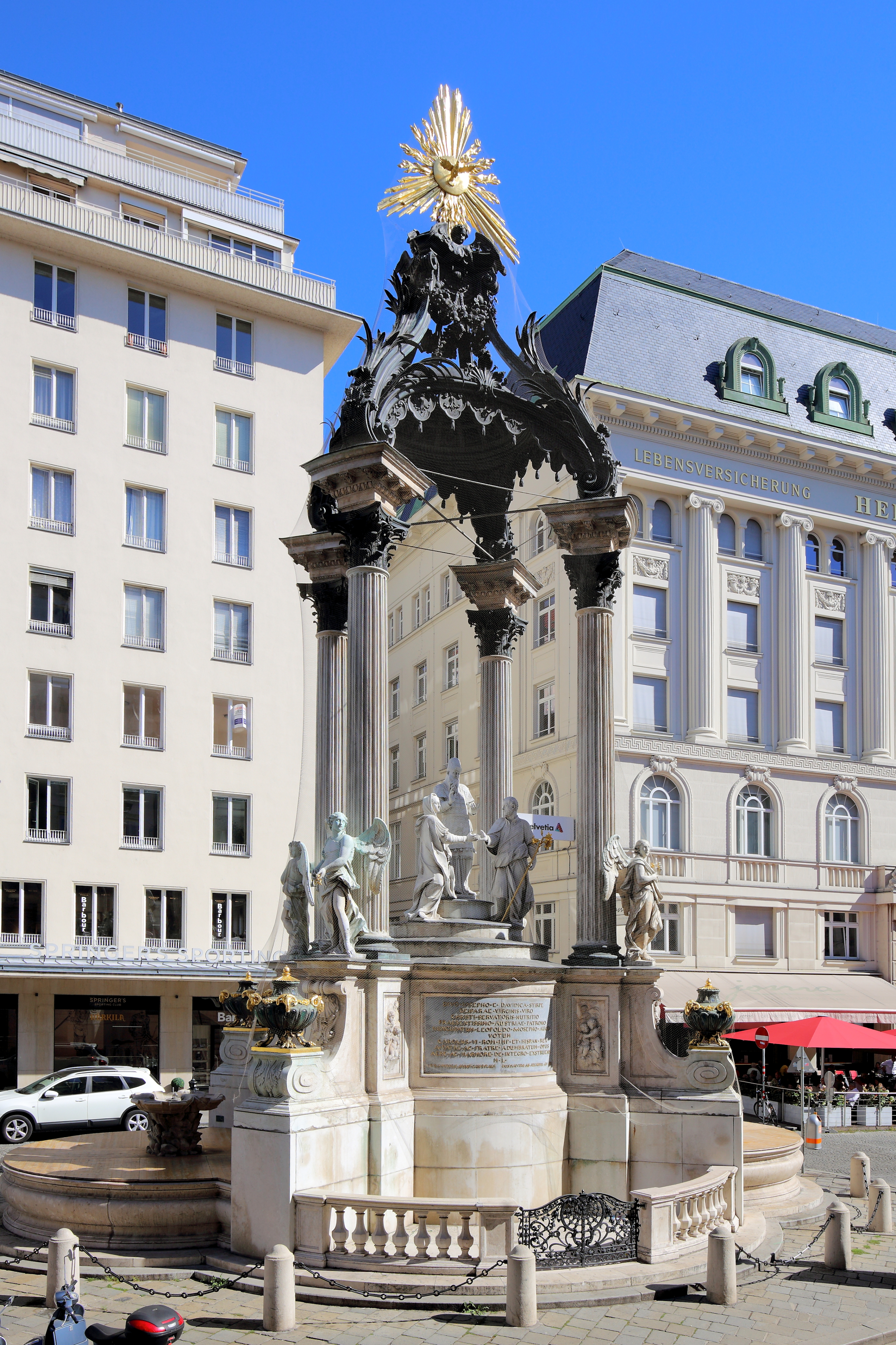
Vermählungsbrunnen

Der Vermählungsbrunnen (benannt nach der dargestellten Szene der Vermählung Marias und Josefs durch den Hohepriester; auch: Josefsbrunnen) ist ein Brunnen auf dem Hohen Markt im 1. Wiener Gemeindebezirk Innere Stadt.

## Geschichte

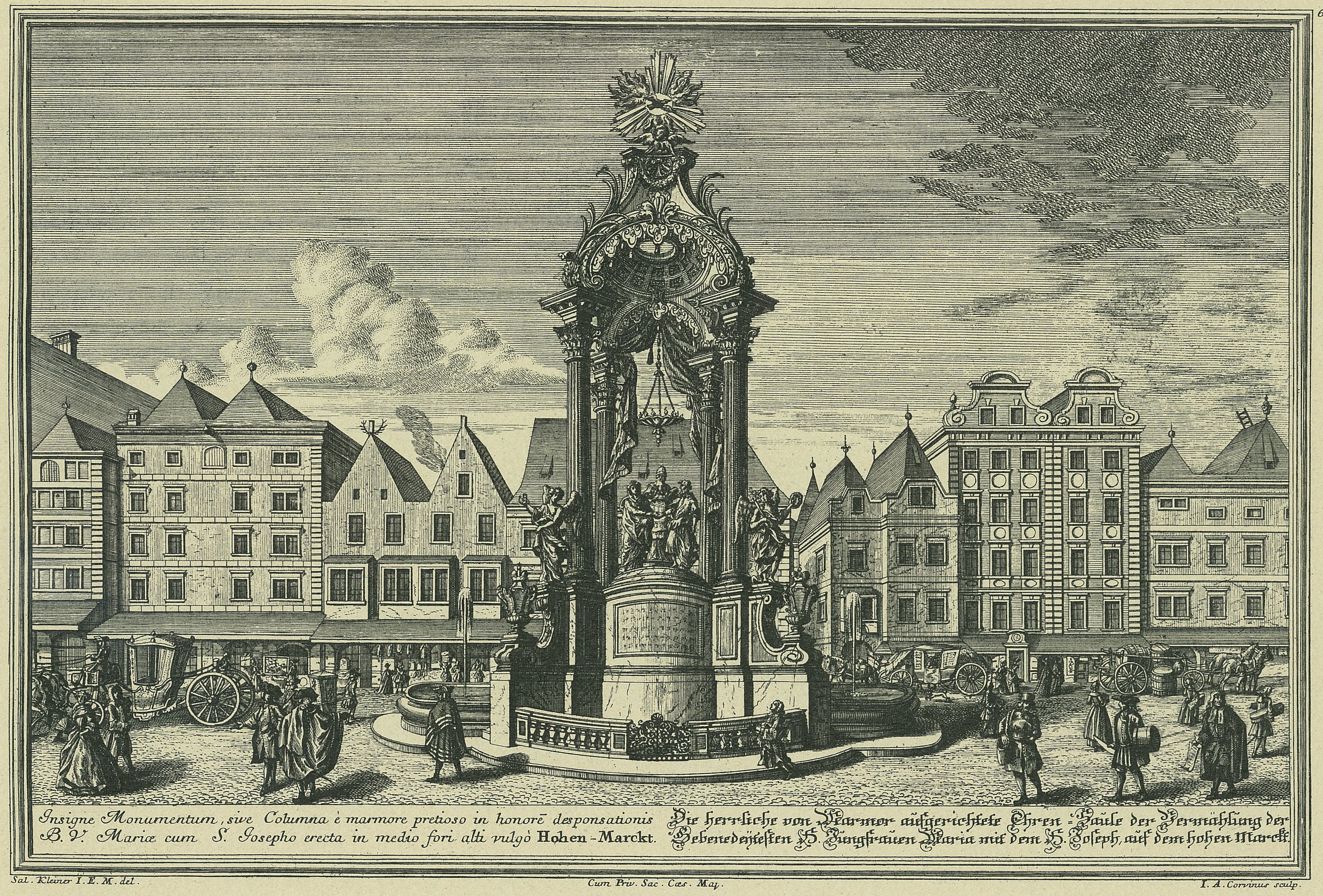
Vermählungsbrunnen, Stich von Salomon Kleiner um 1750

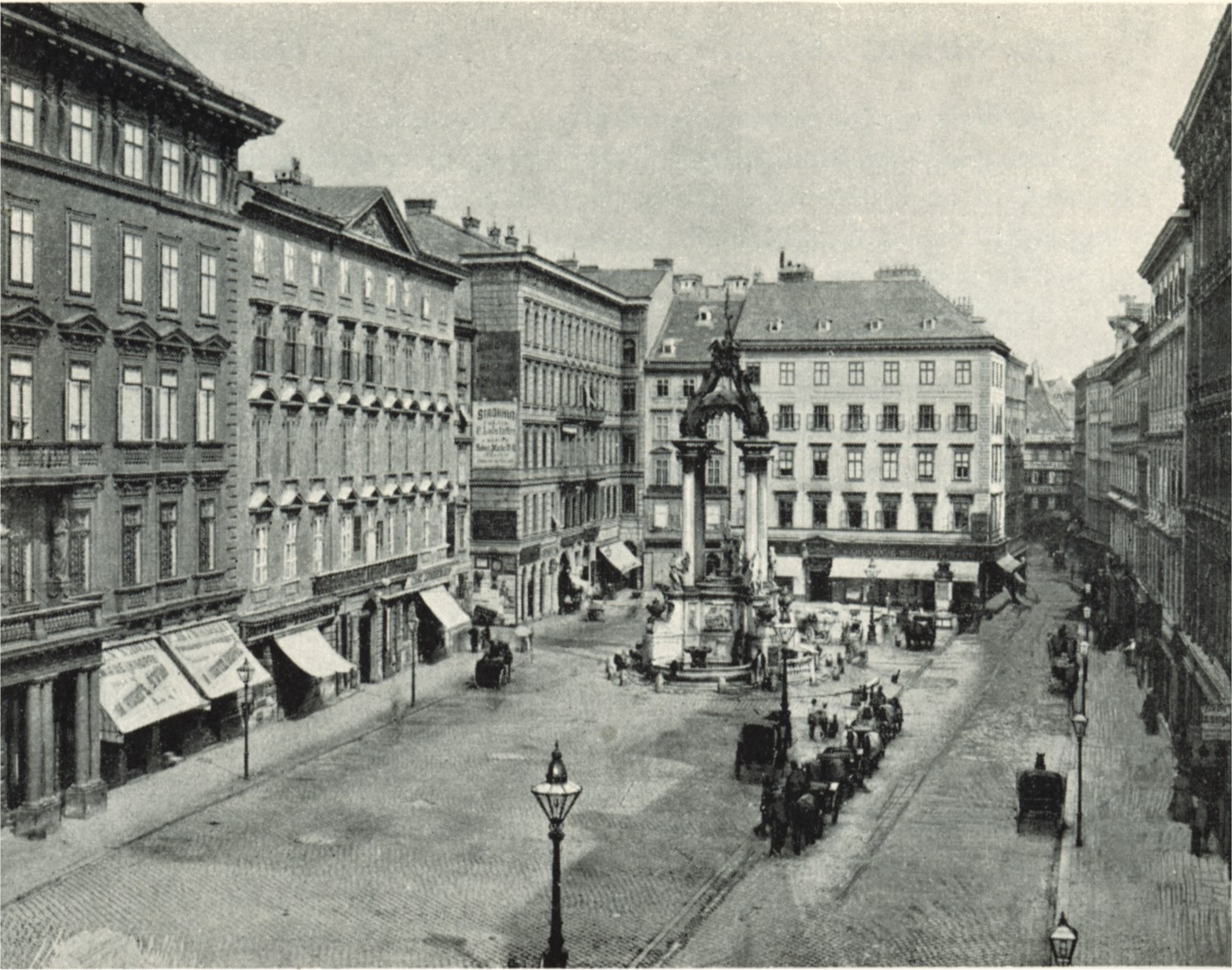
Hoher Markt und Vermählungsbrunnen um 1898

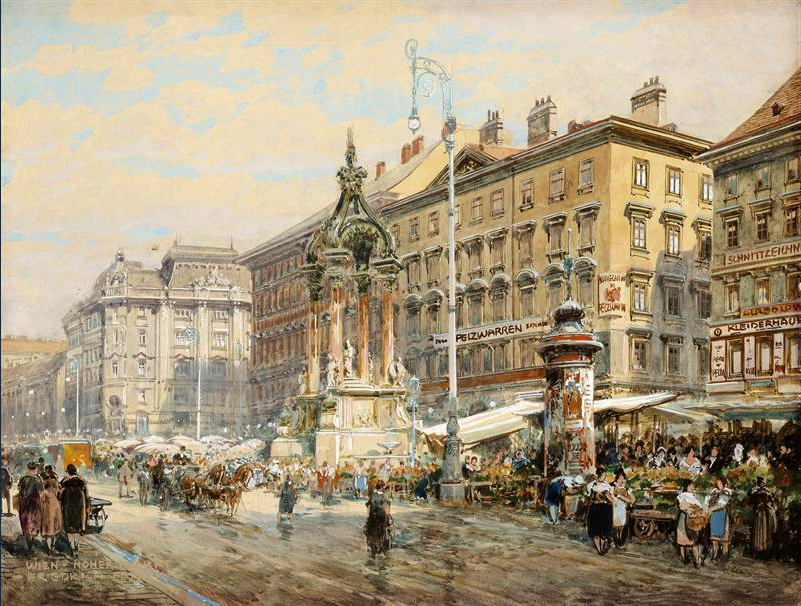
Friedrich Frank (Maler) Hoher Markt und Vermählungsbrunnen

### Josephsäule
Das Votivdenkmal geht auf ein Gelübde zurück, das Kaiser Leopold I. im Jahre 1702 in der Sorge um die Wiederkehr seines Sohnes Joseph von der Belagerung der pfälzischen Festung Landau (im Spanischen Erbfolgekrieg) ablegte, das aber erst nach des Kaisers Tod (5. Mai 1705) von seinen Söhnen eingelöst wurde. Unter Joseph I. wurde nach einem Entwurf des Hofarchitekten Johann Bernhard Fischer von Erlach vorerst ein hölzernes Monument angefertigt und am 19. März 1706 am Hohen Markt aufgestellt. Das Aussehen dieser Josefssäule, die kein Brunnen war, ist in einem Kupferstich von 1706 und in der Ansicht des Hohen Marktes von 1715 überliefert; sie war, wie der heutige Brunnen, der Vermählung der Eltern Jesu gewidmet. Ein nach vier Seiten ausschwingender Sockel enthielt an der Vorderseite unter einem Relief die Inschrift: „Viro Mariae de qva natvs est / Iesus / Austria Tvtelari / Leopoldo magno vovente / Iosephus I. Roman. Imperator / Semper Avgvstvs Erexit / M. DCC. VI.“ (zu deutsch: „Dem Gatten Mariens, aus der Jesus geboren ist, dem Schutzherrn Österreichs, gelobt von Leopold dem Großen, errichtet von Joseph I., Römischer Kaiser, allzeit Mehrer des Reiches, 1706“).
Zwei weibliche Statuen beiderseits des Sockels stellten die Demut und die Reinheit dar; unter der „Demut“ war zu lesen: „Hvmilitas / erexit evm / ab / hvmilitate / ipsivs“ (zu deutsch: „Die Demut erhob ihn aus der Niedrigkeit“), unter der „Reinheit“ standen die Worte: „Pvritas / flores / mei / frvctvs / honoris / et honestatis“ („Reinheit, du blühst als Frucht meiner Ehre und Ehrbarkeit“).
Der Sockel trug die Statuen Marias, Josephs und des Hohenpriesters sowie sechs Säulen korinthischer Ordnung, die ihrerseits von einem hohen Wolkenaufsatz mit dem Symbol der Dreifaltigkeit bekrönt waren.
Küchelbecker berichtete 1732 über den Verfall des hölzernen und die Grundsteinlegung des aus Stein und Erz neu zu errichtenden Denkmals: „Diese höltzerne Modell ist durch seine Länge der Zeit, Wind und Wetter verfaulet, und in einen solchen Stand gesetzt worden, dass man es biß auf die drey Haupt-Statuen hat abtragen müssen. Vor kurttzen aber haben ietzige glorwürdigst regierende Kayserliche Majestät den Entschluß gefasset, diese Säule von Ertzt und Marmor aufzurichten, und zu dem Ende den 14. Aug. 1729 darzu, mit vielen Solennitäten, den ersten Stein geleget, wie denn dieselbe aus Ertzt gegossen den 12. Mart. 1732 würcklich aufgerichtet worden.“

### Der neue Vermählungsbrunnen

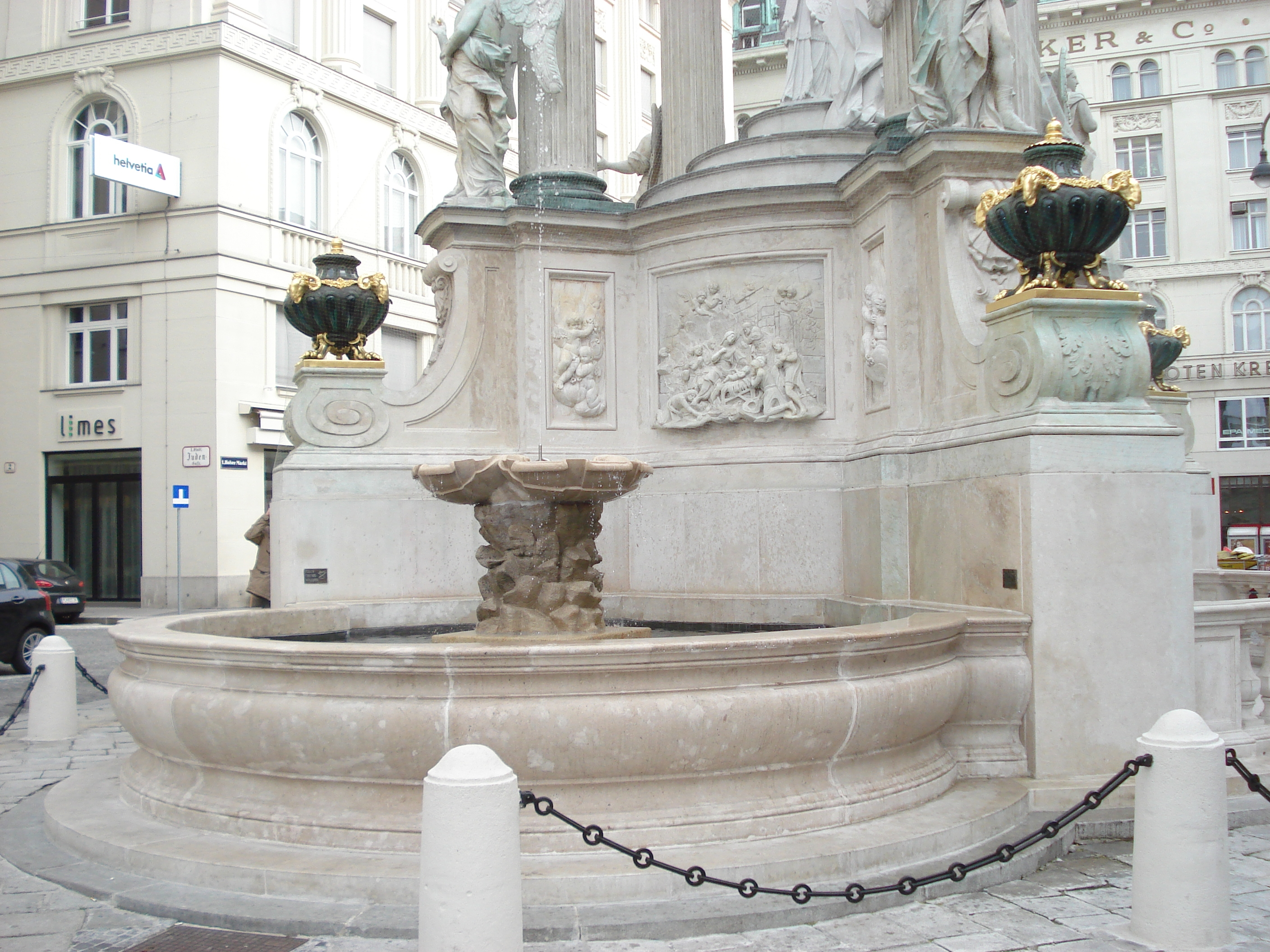
Brunnenbecken

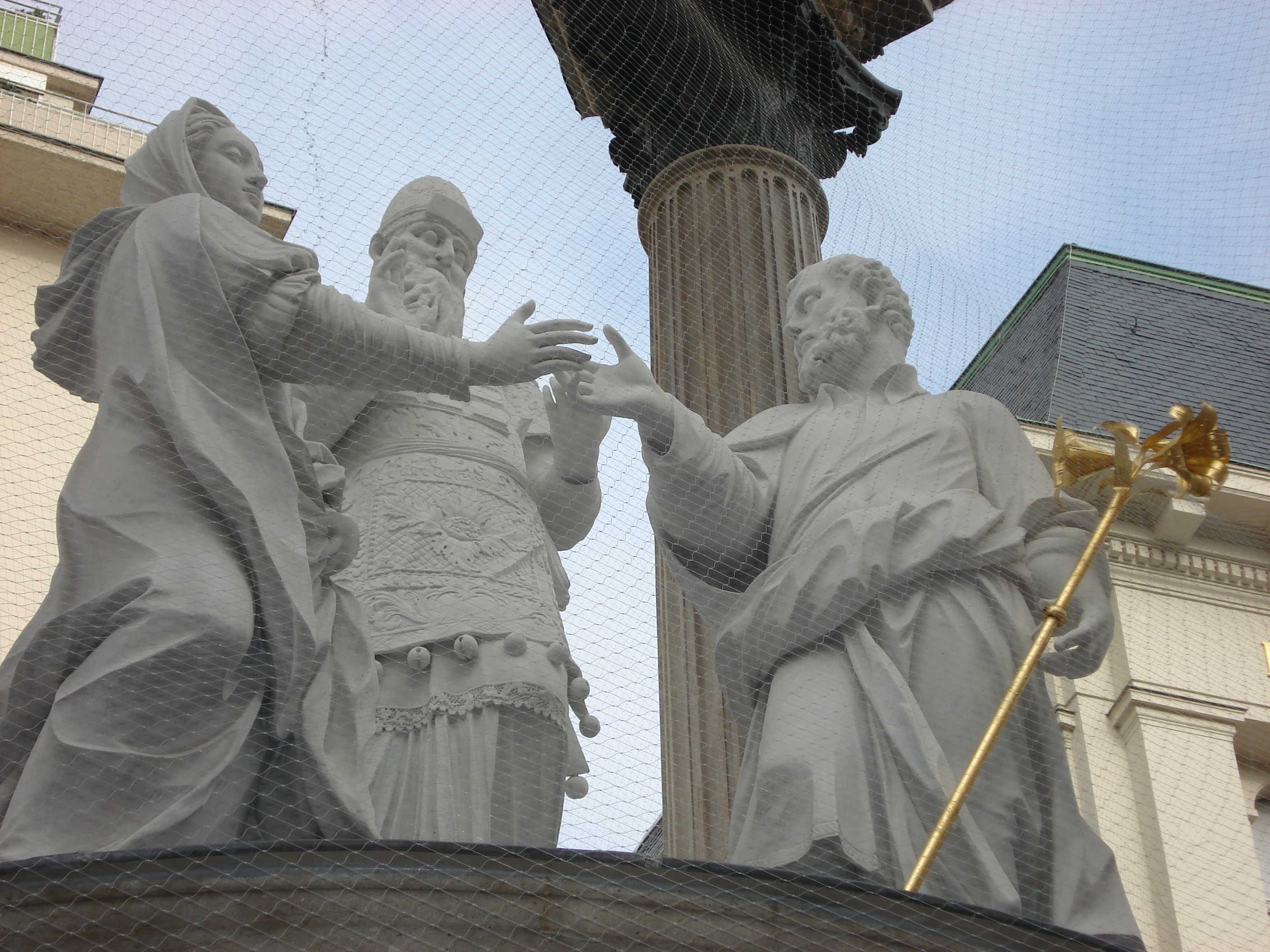
Die Vermählung

Nachdem das hölzerne Votivdenkmal desolat geworden war, ließ es Kaiser Karl VI. im Jahr 1725 abtragen und als Ersatz dafür einen barocken, 18,5 m hohen Tempel auf korinthischen Säulen aus weißem Marmor nach einer Zeichnung von Joseph Emanuel Fischer von Erlach errichten. Die Grundsteinlegung fand am 14. August 1729 statt und die Weihe durch Kardinal Graf Kollonitsch am 14. April 1732. Die Architektur des Denkmals stammt vom Hofsteinmetz Elias Hügel. Die vier Engelfiguren auf den Sockelvorsprüngen und die drei Figuren der Vermählungsgruppe sind ein Werk von Antonio Corradini. Der mit ornamentalen und pflanzlichen Motiven verzierte Bronzebaldachin mit Strahlenkranzbekrönung erinnert an eine Chuppa, d. h. einen jüdischen Hochzeitsbaldachin, und wurde vom Glockengießer Johann Baptist Divall geschaffen und die beiden Rundbecken mit Springbrunnen wurden von Lorenzo Mattielli gestaltet.
Die Hernalser Wasserleitung, die ihn speiste, wurde durch Einbeziehung der Hauptquelle der Als verstärkt. Durch den höheren Wasserdruck konnten nun auch andere Brunnen der Stadt versorgt werden, allerdings hatte dies einen weitgehenden Rückgang des Wasserstandes beim Alserbach zur Folge.
Der Sockel zeigt auf drei Seiten Reliefs: Anbetung der Hirten (Lk 2,8–20 ), Anbetung der Könige (Mt 2,1–12 ) und Darstellung im Tempel (Lk 2,21-39 ). Auf der vierten findet sich die Inschrift: „Divo Josepho e Davidica stirpe / Deiparae virginis viro / Christi servatoris nutritio / praesentissimo Austriae patrono / nuncupatum Leopoldo & Josepho Augg. / votum / Carolus VI. Rom. Imp. et Hispan. Rex / A patre ac fratre adumbratum opus / Aere ac marmore de Integro extruens / M. L. / Cura suprema aedif. caes. praef. Gundac. com. ab Althann Ano 1732“ (deutsch: „Dieses dem heiligen Josef aus Davids Stamm, dem Gatten der Gottesgebärerin und Jungfrau, dem Ernährer Christi des Erlösers, dem allgegenwärtigen Schutzherrn Österreichs zugedachte, von den Kaisern Leopold und Joseph gelobte Denkmal hat Karl VI., römischer Kaiser und König von Spanien, von Vater und Bruder umschattet, durch Errichtung als Werk in festem Erz und Marmor ausgeführt. Unter der Aufsicht des obersten kaiserlichen Baupräfekten Gundaker Graf von Althann im Jahre 1732.“).
Auf dem Sockel stehen wie zuvor die Statuen Marias, Josefs und des Hohenpriesters Zacharias. Die Darstellung bezieht sich auf das Protoevangelium des Jakobus aus der zweiten Hälfte des 2. Jahrhunderts. Demnach habe Maria bis zu ihrem zwölften Lebensjahr als geweihte Jungfrau im Jerusalemer Tempel gelebt. Dann habe der Hohepriester Zacharias – veranlasst durch eine göttliche Weisung – alle Witwer Israels im Tempel versammelt und ihnen dabei aufgetragen, einen Stab mitzubringen. So sei auch Josef mit einem Stab in den Tempel gegangen. Der Hohepriester habe die Stäbe der Witwer in den Tempel gelegt und nach einem Gebet wieder ausgeteilt. Als Josef als Letzter durch Zacharias seinen Stab zurückerhielt, sei aus dem Stab eine Taube hervorgeflattert und habe sich auf Josefs Kopf gesetzt. Daraufhin habe Zacharias Josef verkündet, er sei erwählt, „die Jungfrau des Herrn heimzuführen, um sie dir jungfräulich zu behüten“. Josef habe zunächst gezögert, da er alt sei und schon Söhne habe, dann aber eingewilligt und Maria heimgeführt.
Die Figurengruppe am Vermählungsbrunnen wird ergänzt durch die legendarische Variante der Erzählung in der Legenda aurea (um 1260), wonach der Engel des Herrn (unter Bezug auf Jes 11,1–2 ) ankündigt, dass der Stab des Erwählten zu blühen beginnen werde und der Heilige Geist in Gestalt einer Taube sich auf dem Stab niederlassen werde. Demzufolge wird Josef in der Figurengruppe des Vermählungsbrunnens auch mit einem goldenen Stab, dem Lilien entsprossen, dargestellt.
Die von vier Engelstatuen besetzten Sockelvorsprünge tragen vier korinthische Säulen, auf denen ein Bronzebaldachin aufsitzt. Am 30. November 1728 wurde ein Freipass „für die auf dem Hohen Markt neu erbauende St. Josephi Vermählungssäulen zu Venedig bestellte und herzubringende sieben weißmarmorne Statuen“ ausgestellt. Hofsteinmetzmeister Elias Hügel aus Kaisersteinbruch wurde beauftragt den monumentalen Sockel und die Säulen aus Untersberger Forellenmarmor, einem dichten Kalkstein, die Brunnenbecken und die Kettenträger aus härtestem Kaiserstein zu gestalten. Allerdings stellte sich bei einer von Juli 2006 bis Oktober 2008 durchgeführten Gesamtrestaurierung durch die Magistratsabteilung 31 (Wiener Wasserwerke) unter der Leitung des Restaurators Klaus Wedenig und dem Bundesdenkmalamt Wien heraus, dass lediglich die „Außenhaut“ des Sockels aus Untersberger Marmor besteht, während darunter als tragendes Element Kaiserstein dient.
Im Kriegsjahr 1944 durch Bomben beschädigt, ist der Josefsbrunnen in den Jahren 1950 bis 1955 wiederhergestellt worden, den zerstörten Kopf der Marienstatue restaurierte der junge Bildhauer Wander Bertoni.